# Walliser Trockenwurst
| Walliser Trockenwurst                         | Walliser Trockenwurst                                  |
| --------------------------------------------- | ------------------------------------------------------ |
|                                               |                                                        |
| Herkunft                                      | Schweiz (Kanton Wallis)                                |
| Fleisch                                       | Rinderfleisch, Schweinefleisch usw.                    |
| Gemüse                                        | Karotten, Kartoffeln, Kohl, Lauch, Randen usw.         |
| Behandlung                                    | Fleisch durch den Wolf gedreht und Gemüse fein gehackt |
| Gewürze und Gewürzpflanzen                    | Knoblauch, Kräuter, Pfeffer, Speisesalz, Zwiebeln usw. |
| Zutaten                                       | Walliser Rotwein                                       |
| Mass                                          | Länge zwischen 15 und 20 Zentimeter                    |
| Lufttrockenreifung                            | mindestens drei Monate                                 |
| Gewichtsverlust gegenüber den Frischprodukten | rund 30 Prozent                                        |

Walliser Trockenwurst (auch Hauswurst genannt, walliserdeutsch Hüswurscht, französisch Saucisse sèche du Valais, auch Saucisse sèche valaisanne) ist eine Schweizer Spezialität des Kantons Wallis. Die über 15 Zentimeter lange Wurst besteht aus Fleisch, Gemüse, Gewürzen und Walliser Rotwein. Sie wird durch Lufttrockenreifung haltbar gemacht, aber nicht geräuchert. Sie wird roh gegessen, hauptsächlich als Zwischenmahlzeit (walliserdeutsch Schpiis oder Zaabund), oft begleitet von Walliser Roggenbrot. In dünnen Scheiben geschnitten wird sie auch auf dem Walliser Teller serviert.

## Traditionelle Zutaten und Herstellung
Das Rinder- (Vorderviertel) und Schweinefleisch wird durch den Wolf gedreht. Das frische Gemüse aus rohem Lauch, Kohl, gekochten Kartoffeln, Karotten und/oder Randen (Rote Bete) wird fein gehackt. Je nach Verfügbarkeit und Gusto besteht die Gewürzmischung aus Zwiebeln, Knoblauch, Kräutern, Speisesalz und Pfeffer. Schliesslich wird noch Walliser Rotwein hinzugefügt. Die daraus geknetete Masse wird in Naturdärme gegeben und in Abständen von 15 bis 20 Zentimetern abgebunden.
In einem kühlen und gut durchlüfteten Trocknungsraum wie einem Dachboden eines klassischen Walliser Hauses hängen die Würste über drei Monate. Während dieser langsamen Reifung erhält die Walliser Trockenwurst ihren raffinierten Geschmack und verliert etwa 30 % an Frischgewicht.

## Regionale Rezepturen
Die Rezepturen der an der Luft getrockneten Walliser Trockenwurst sind sehr vielfältig. Dabei unterscheiden sich Zusammensetzung, Aussehen und Geschmack der Walliser Trockenwurst in der jeweiligen Walliser Region.
Bekannt ist die Saaser Hauswurst aus dem Oberwalliser Saastal, der neben dem Fleisch insbesondere auch Kartoffeln und Randen beigemengt werden, die ihr die charakteristische Farbe verleihen. Der Wurstfratze aus dem Unterwalliser Bangital, die im Prinzip gekocht wird, wird insbesondere Kohl beigemischt. Die Wurstfratze hat grosse Ähnlichkeit mit der Waadtländer Kohlwurst, enthält aber im Gegensatz zur letzteren Rindfleisch.
Neben den traditionellen Rezepturen sind heutzutage auch Schafs-, Hirsch-, Gems- oder Ziegenwürste zu finden. Wie vielfältig die Ingredienzen kombiniert werden, beweist beispielsweise der Metzger aus dem Oberwalliser Turtmanntal, der seinen Würsten auch Alpenkräuter und -blumen beimengt, wobei einer der Spezialitäten eine Alpenrosenwurst ist.

## Eigenschaften
Von der Konsistenz ist die Walliser Trockenwurst etwa wie eine Salami, aber erheblich dünner und auch etwas fester sowie typischerweise nur an der Luft getrocknet. In Deutschland kennt man die Walliser Trockenwurst als luftgetrocknete Salami.

## Geschichte
Die Walliser Lufttrockenreifung kann auf eine jahrhundertealte Tradition zurückblicken. Die ältesten noch erhaltenen Dokumente, die die alpine Trocknungstechnik der Fleischprodukte im Wallis beschreiben, gehen auf das 14. Jahrhundert zurück.